# Zdravotnická záchranná služba hlavního města Prahy
Zdravotnická záchranná služba hlavního města Prahy (ZZS HMP) je provozovatelem zdravotnické záchranné služby na území hlavního města Prahy. Hlavní náplní činnosti této příspěvkové organizace je poskytování odborné přednemocniční neodkladné péče (PNP) na území hlavního města Prahy podle zákona č. 374/2011 Sb., o zdravotnické záchranné službě. Přednemocniční neodkladná péče je zajišťována na území hlavního města Prahy pro více než 1 300 000 obyvatel. V oblasti hlavního města Prahy bylo v roce 2018 k dispozici přes 35 výjezdových skupin a jedna skupina letecké záchranné služby rozmístěných na 22 výjezdových základnách.
Záchranná služba v Praze vznikla již v roce 1857 a je tak nejstarší záchrannou službou v Česku i v Evropě, zřejmě i na světě.

## Historie

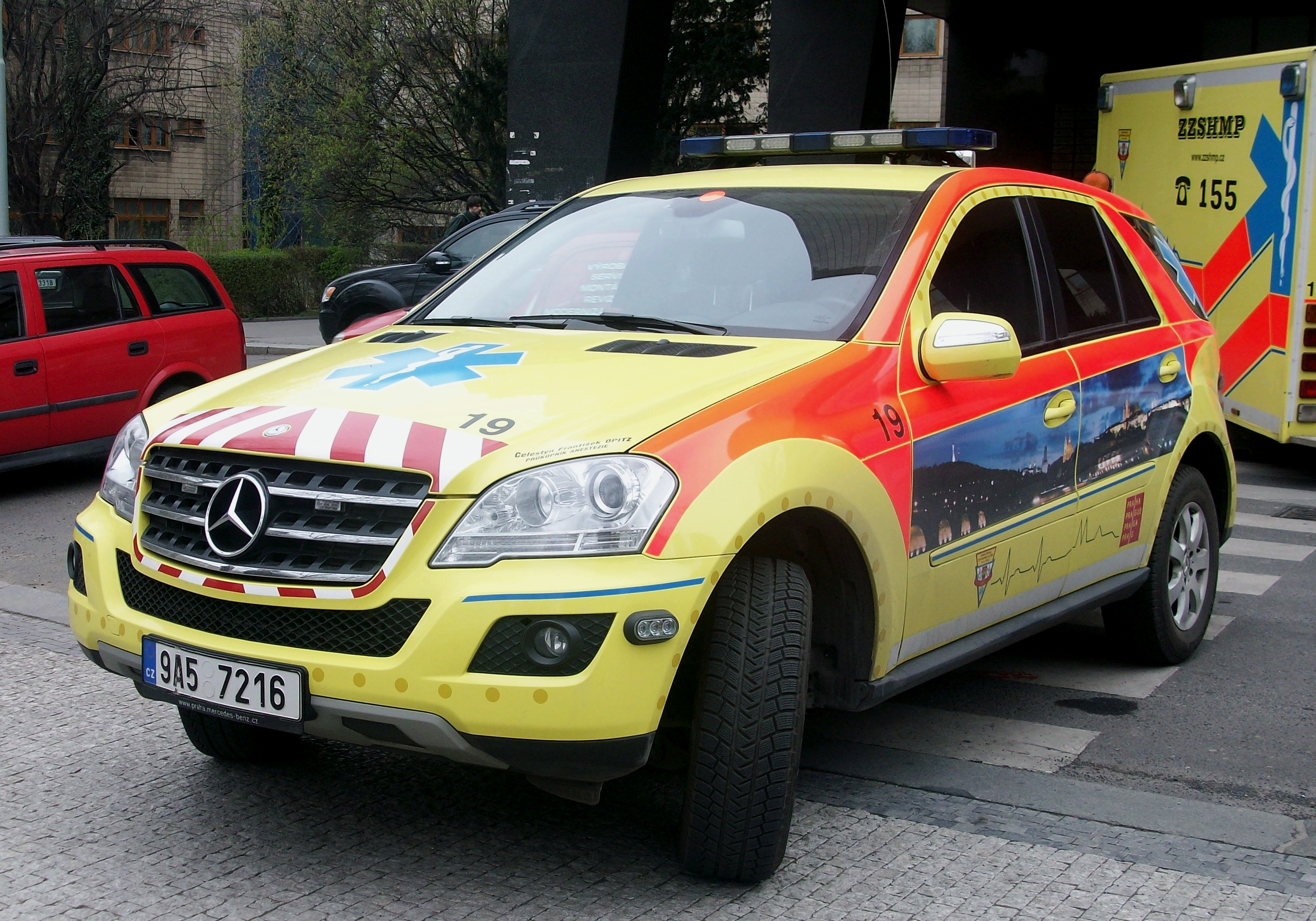
Vozidlo Mercedes-Benz ML určené pro výjezdy v systému RV

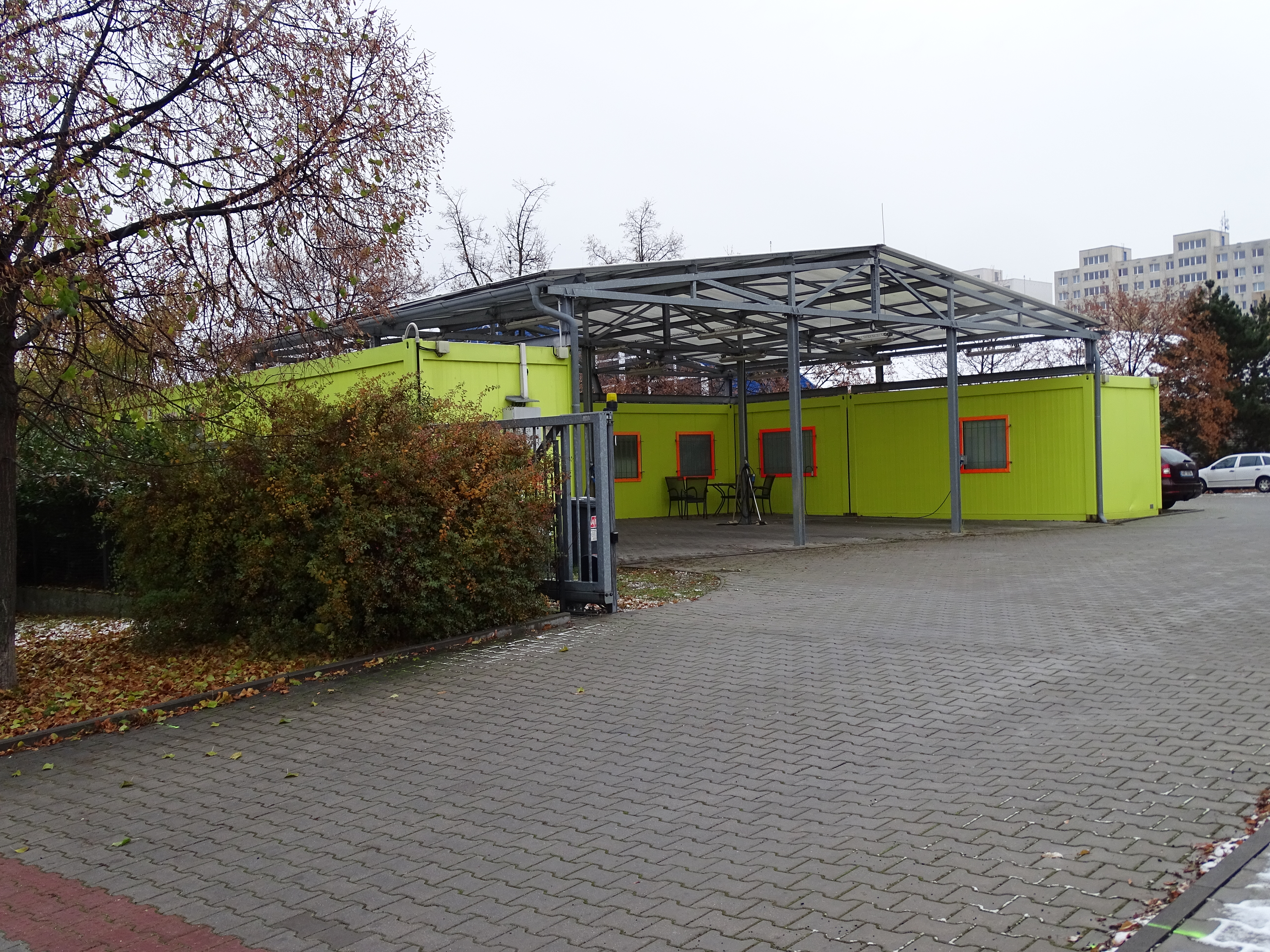
Výjezdová základna na pražském Chodově

Za prvopočátek vzniku záchranné služby v Praze je považován vznik Pražského dobrovolného sboru ochranného (PDSO), který byl ustanoven 8. prosince 1857 na základě iniciativy barona Päumanna, tehdejšího ředitele C. a k. policie pražské. Činnost PDSO byla v zakládací listině uvedena takto: „Ochrániti, co jest ochrany hodno. Zachrániti v každém druhu nebezpečí jak životy lidské, tak i majetek spoluobčanů – dobrovolně, neohroženě a nezištně.“ Pomoc členů PDSO občanům byla určena „... zejména při požárech, třenici ledu, povodních i jiných nehodách živelních, pak v případě zabití, poranění všeho druhu a zvlášť též v pádu mobilisace a války.“
Jednalo se o sdružení 36 dobrovolníků, z nichž pouze tři byli zdravotníci. Členové sboru byli označeni červenobílou stuhou a později také sborovým odznakem. PDSO získal popularitu a obdiv již po několika měsících existence, kdy jeho členové účinně vypomohli při požáru Šítkovských mlýnů. V následujících letech se PDSO osvědčil i při opakovaných povodních, podle jeho úspěšného vzoru pak začaly vznikat podobné organizace i v dalších městech, např. v Opavě nebo Olomouci.
22. října 1890 získal PDSO první oficiální sídlo, které se nacházelo ve spodní části Václavského náměstí. Spolu s tím dostal i vlastní dopravní prostředky (vozy, kočáry a lodice) a mohla být také zavedena nepřetržitá služba, čímž vznikla de facto obdoba dnešní záchranné služby. Hned následujícího roku se však PDSO přesunul do nových prostor ve Spálené ulici, roku 1895 v Jezdecké (Havlíčkově) ulici a v roce 1911 nadlouho zakotvil ve staré mincovně na Staroměstském náměstí, která však byla zničena při bojích v květnu 1945. Provizorní sídlo pak záchranáři našli v Růžové ulici, v důsledku znárodňovacích procesů a likvidace soukromého podnikání jim byly v roce 1948 delimitovány prostory bývalého autoservisu a garáží v ulici Dukelských hrdinů, kde záchranná služba i s vedením, dispečinkem a výjezdovým pracovištěm sídlila až do roku 1999. Právě zde se také natáčely scény televizního seriálu Sanitka, který se zabýval osudy pražských záchranářů, jejich vybavením a zásahy zhruba v rozmezí let 1960–1975.
Od 1. ledna 1924 se dobrovolný PDSO změnil na obecní Záchrannou službu Praha (ZSP) a jeho pracovníci se stali městskými zaměstnanci. Po II. světové válce pak ZSP pokračovala jako samostatná organizace, nespadající pod žádnou z nemocnic. Má tak odlišný vývoj od ostatních záchranných služeb, které vznikaly při nemocnicích a osamostatňovat se začaly až v 90. letech minulého století. Od 19. prosince 1949 byla záchranná služba začleněna pod správu ÚNV Praha.
Největší zásah ZSP se odehrál dne 30. října 1975, kdy došlo k letecké havárii u Suchdola. Na palubě letadla se tehdy nacházelo 115 cestujících a pětičlenná posádka. ZSP shodou okolností měla poblíž tři posádky, takže první záchranáři dorazili na místo neštěstí už pět minut po ohlášení. Dispečink ZSP zařídil okamžité uvolnění všech dostupných sanitek a jejich předisponování do Suchdola, takže během pouhých 35 minut od přijetí prvního hlášení byli všichni přeživší na cestě do nemocnic. Tento zásah se stal předmětem světového uznání a byla mu věnována i poslední epizoda zmíněného televizního seriálu. Z celkového počtu 120 osob jich tehdy 68 zahynulo na místě, 52 bylo ošetřeno a odvezeno, z nich 41 přežilo.
Důležitým okamžikem pro rozvoj záchranných služeb v Československu se stal rok 1987, kdy byla v Praze poprvé oficiálně zavedena letecká záchranná služba a spuštěn systém rendez-vous.

## Zdravotnické operační středisko
Na počátku roku 1999 se podařilo zprovoznit nové zdravotnické operační středisko, které koordinuje práci všech výjezdových skupin ZZS HMP na území celé Prahy. Zdravotnická záchranná služba hlavního města Prahy se tak stala první záchrannou službou, která takové jednotné středisko otevřela. Podle tohoto vzoru začaly ostatní územní záchranné služby v Česku zřizovat jednotná krajská operační střediska. 
V roce 2018 přijala národní tísňová linka 155 pražského zdravotnického operačního střediska celkem 208 747 volání.

## Výjezdové skupiny
V roce 1987 zavedla pražská záchranná služba jako první v Československu víceúrovňový setkávací systém neboli systém rendez-vous. V roce 2018 disponovala Zdravotnická záchranná služba hlavního města Prahy až 35 výjezdovými skupinami rychlé zdravotnické pomoci (RZP) ve složení řidič-záchranář a zdravotnický záchranář a čtyřmi až pěti výjezdovými skupinami rychlé lékařské pomoci v režimu rendez-vous (RV) ve složení řidič-záchranář a lékař. Výjezdové skupiny jsou doplňovány jednou vzletovou skupinou letecké záchranné služby, jejíž provoz je od roku 1998 nepřetržitý. V roce 2012 byla do provozu zařazena cyklohlídka, která měla k dispozici elektrické kolo se základním zdravotnickým vybavením.
Dojezdový čas záchranářů Zdravotnické záchranné služby hlavního města Prahy se podle údajů z roku 2011 dlouhodobě drží pod hranicí osmi minut. Celorepublikový průměr je přibližně 12 minut, zákon ukládá dojíždět k pacientovi od převzetí tísňové výzvy do 20 minut.
V roce 2018 bylo denně realizováno průměrně 353 výjezdů. V roce 2018 činil průměrný dojezdový čas posádek rychlé zdravotnické pomoci v oblasti hlavního města Prahy 8,2 minut, u posádek rychlé lékařské pomoci v režimu rendez-vous byla dojezdová doba průměrně 7,3 minuty. 99,48 % realizovaných výjezdů splňovalo ve stejném roce dojezdový čas do 20 minut.

## Výjezdové základny
Se zavedením systému RV začaly v Praze vznikat nové výjezdové základny. V roce 2014 disponovala pražská záchranná služba 18 výjezdovými základnami, na kterých sloužilo nepřetržitě více než 25 výjezdových skupin. Jejich organizace byla taková, aby byla přednemocniční neodkladná péče poskytnuta do 20 minut od přijetí tísňové výzvy. Tento limit byl na území celé Prahy dodržován. V prosinci 2013 uvedla pražská záchranná služba do provozu novou výjezdovou základnu v městské části Praha 13. V prosinci 2017 byla slavnostně otevřena nová výjezdová základna v Ruzyni. V roce 2018 vyjížděly posádky Zdravotnické záchranné služby hlavního města Prahy z 22 výjezdových základen. Koncepce rozvoje Zdravotnické záchranné služby hlavního města Prahy na roky 2017 až 2021 počítá s celkovým navýšením počtu výjezdových základen na 25 v roce 2021.

## Letecká záchranná služba

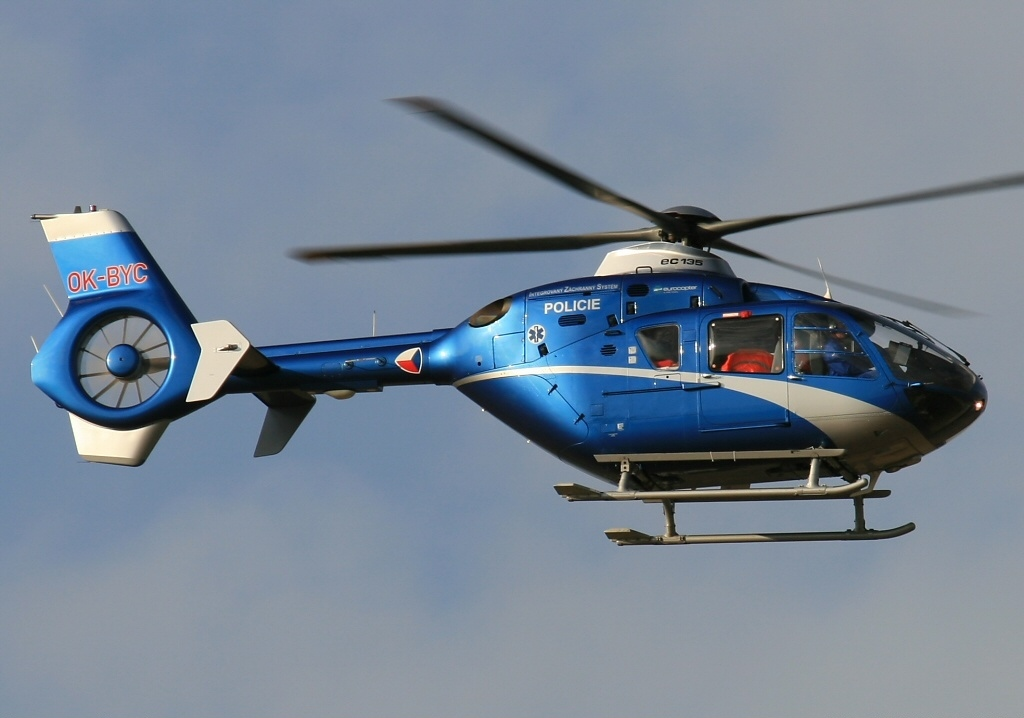
Vrtulník Eurocopter EC 135 T2 jako Kryštof 01

Provoz letecké záchranné služby byl v Praze zahájen 1. dubna 1987. Základna letecké záchranné služby v Praze byla první zřízenou základnou letecké záchranné služby na území Československa. Zdravotnickou část posádky letecké záchranné služby zajišťuje Zdravotnická záchranná služba hlavního města Prahy, ostatní provozní pracovníky včetně pilotů zajišťuje Letecká služba Policie ČR. Ta je také provozovatelem samotného vrtulníku, od roku 2005 stroje Eurocopter EC 135 T2. Volacím znakem vrtulníku je Kryštof 01. Základna je umístěna na mezinárodním letišti Praha-Ruzyně.

## Kontroverze a kritika

### Šikana zaměstnanců
Vedení Zdravotnické záchranné služby hlavního města Prahy čelilo v minulosti mnoha kritikám ze strany bývalých zaměstnanců. V době, kdy byl ředitelem pražské záchranné služby Zdeněk Schwarz, tvrdilo několik zaměstnanců Zdravotnické záchranné služby hlavního města Prahy, že se stali oběťmi šikany ze strany vedení organizace. Tato tvrzení však vedení pražské záchranné služby odmítlo.
V roce 2002 vydal český publicista Jeroným Janíček knihu Černá záchranka, v níž kritizuje jak bývalého ředitele pražské záchranné služby MUDr. Zdeňka Schwarze, tak jeho náměstky. V publikaci obviňuje vedení z šikany vůči podřízeným zaměstnancům.
V roce 2014 se mezi zaměstnanci a vedením Zdravotnické záchranné služby hlavního města Prahy vyostřil spor. Zaměstnanci záchranné služby obvinili tehdejšího ředitele Zdeňka Schwarze z šikany podřízených a požadovali jeho odchod z funkce ředitele. Situace se vyostřila poté, co zaměstnanci pracující na zdravotnickém operačním středisku požadovali proplácet 12 hodin na místo 11 hodin, a to z důvodu, že nemohou čerpat zákonnou přestávku. Ředitel Schwarz však podle zaměstnanců prohlásil, že ho to nezajímá, proto se skupina zaměstnanců obrátila na odbory. Další kritika se na vedení organizace snesla poté, co byla zaměstnancům z denní místnosti odstraněna kuchyňská linka s vařičem a mikrovlnnou troubu museli mít na podlaze. Podle vyjádření skupiny nespokojených zaměstnanců také Zdeněk Schwarz opakovaně nazýval podřízené zaměstnankyně na zdravotnickém operačním středisku jako krávy či slepice. Mezi kritizované patří také opatření ze strany vedení organizace, podle něhož se musí zaměstnanci střídat na jednotlivých základnách, což vedlo k rozbíjení sehraných posádek. Podle bývalého zaměstnance Karla Kučery pak k šikaně přispívalo i to, že na názorově nepohodlné zaměstnance nasazovalo vedení pražské záchranné služby inspektora provozu. Zaměstnancům také vadilo, že jsou přetěžováni, protože je jich údajně málo. Nespokojené zaměstnance mimo jiné rozhořčilo také Schwarzovo obvinění, podle něhož zaměstnanci okrádají údajně pacienty. V lednu 2015 vyhlásila část nespokojených zaměstnanců stávkovou pohotovost kvůli údajnému porušování kolektivní smlouvy, zákoníku práce a nevhodnému chování vedení záchranné služby. Zástupci odborů také vyzvali Schwarze na schůzce se zástupci Magistrátu hlavního města Prahy k rezignaci a podali na něj trestní oznámení. Magistrát hlavního města Prahy nechal v pražské záchranné službě provést audit. Výsledek auditu z května 2015 nedoporučil odvolat Zdeňka Schwarze z funkce ředitele Zdravotnické záchranné služby hlavního města Prahy, ale doporučil zřídit funkci mediátora, který bude případné problémy řešit. S výsledkem auditu byl spokojen jak ředitel Schwarz, tak také radní pro zdravotnictví Radek Lacko, podle nespokojených zaměstnanců však audit nic nevyřešil.
Po vleklých problémech byl k 30. červnu 2015 po 16 letech odvolán Zdeněk Schwarz z funkce ředitele Zdravotnické záchranné služby hlavního města Prahy. Odvolání z funkce ředitele označil Schwarz za šikanu odborů. Rada hlavního města Prahy poté vypsala výběrové řízení na obsazení pozice ředitele pražské záchranné služby. Vítězem výběrového řízení se stal MUDr. Petr Kolouch, MBA, bývalý náměstek ředitele Fakultní nemocnice v Motole.

### Odmítání příjmu pacientů záchranné služby
Dlouhodobým problémem záchranné služby na území největší české metropole zůstává skutečnost, že řada pražských nemocnic odmítá přijímat pacienty. V dubnu 2014 vydala Zdravotnická záchranná služba hlavního města Prahy tiskovou zprávu, ve které na tento problém poukazuje. Podnětem byl případ pacientky, která byla otrávená léky a alkoholem a posádce záchranné služby se podařilo umístit pacientku do zdravotnického zařízení s akutní lůžkovou péčí až po 82 minutách od přijetí tísňové výzvy. Pacientku odmítlo přijmout celkem sedm nemocnic, kromě Fakultní nemocnice Bulovka ji odmítla Vinohradská nemocnice, Všeobecná fakultní nemocnice, Ústřední vojenská nemocnice, Thomayerova nemocnice, nemocnice v Motole a nemocnice Na Františku, přijala ji až nemocnice pod Petřínem. Podle bývalého ředitele pražské záchranné služby Zdeňka Schwarze trápí tento problém Prahu několik let a potýkají se s ním téměř denně. Na vyřešení problému se podílelo Ministerstvo zdravotnictví České republiky, které vydalo příkaz nemocnicím přijímat pacienty záchranné služby, přijmout pacienta by měla nemocnice nejbližší. Nařízení se týká pouze nemocnic zřízených ministerstvem zdravotnictví, ministerstvo ale vyzvalo ke stejnému postupu všechny nemocnice. Nemocnice by také měly sdělovat záchranné službě informace o počtu volných lůžek. Takový systém sice existoval i před incidentem, ovšem byl zastaralý a využívala ho asi jenom polovina nemocnic. Kromě toho plánuje ministerstvo do budoucna pomoci zřídit ve všech pražských nemocnicích urgentní příjmy. Ministr zdravotnictví Svatopluk Němeček také pohrozil ředitelům nemocnic, že bude-li se situace opakovat, budou vyměněni.
K dalším problémům s umístěním pacientů došlo na konci června 2014, kdy podle pražské záchranné služby odmítly nemocnice přijmout tři pacienty, kteří jevili známky cévní mozkové příhody a srdečních obtíží. Podle vyjádření záchranné služby vozila posádka jednoho z pacientů dvě hodiny po Praze, později se však ukázalo, že pacient byl přijat Nemocnicí Na Bulovce, kde byl následně ošetřen a z důvodu nedostatečné kapacity odeslán do Fakultní nemocnice Královské Vinohrady. Podle náměstka pražské záchranné služby Jaroslava Valáška si však musí nemocnice ponechat pacienta, kterého přijala, což se nestalo. Do případu se vložil ministr zdravotnictví Svatopluk Němeček, který označil případ za nafouknutý, ale zřídil vyšetřovací komisi, která se případem zabývala. V komisi kromě zástupců nemocnic a záchranné služby byli přítomní také zástupci Magistrátu hlavního města Prahy a České lékařské komory. Ministr Němeček rovněž oznámil, že chce jednat s představiteli zdravotních pojišťoven o navýšení akutních lůžek, kterých je v největší české metropoli nedostatek. Podle ministra Němečka bylo domluveno, že pokud dojde k problémům s předáváním pacientů, projedná to bývalý ředitel pražské záchranné služby Schwarz s náměstkem ministra Josefem Vymazalem, k čemuž podle Němečka nedošlo a o problémech se tak dozvěděl z médií. Schwarz se však podle vlastních slov snažil s ministerstvem komunikovat a podával mu informace. Expertní komise po prošetření případu vydala prohlášení, podle něhož nepochybila záchranná služba ani pražské nemocnice. V červenci pak vydalo vedení pražské záchranné služby interní příkaz, podle něhož nesmí ministr navštívit zdravotnické operační středisko záchranné služby, pokud nebude přítomen někdo z vedoucích pracovníků. Za vedení pražské záchranné služby se postavil pražský primátor Tomáš Hudeček, podle něhož funguje záchranná služba perfektně.

## Galerie

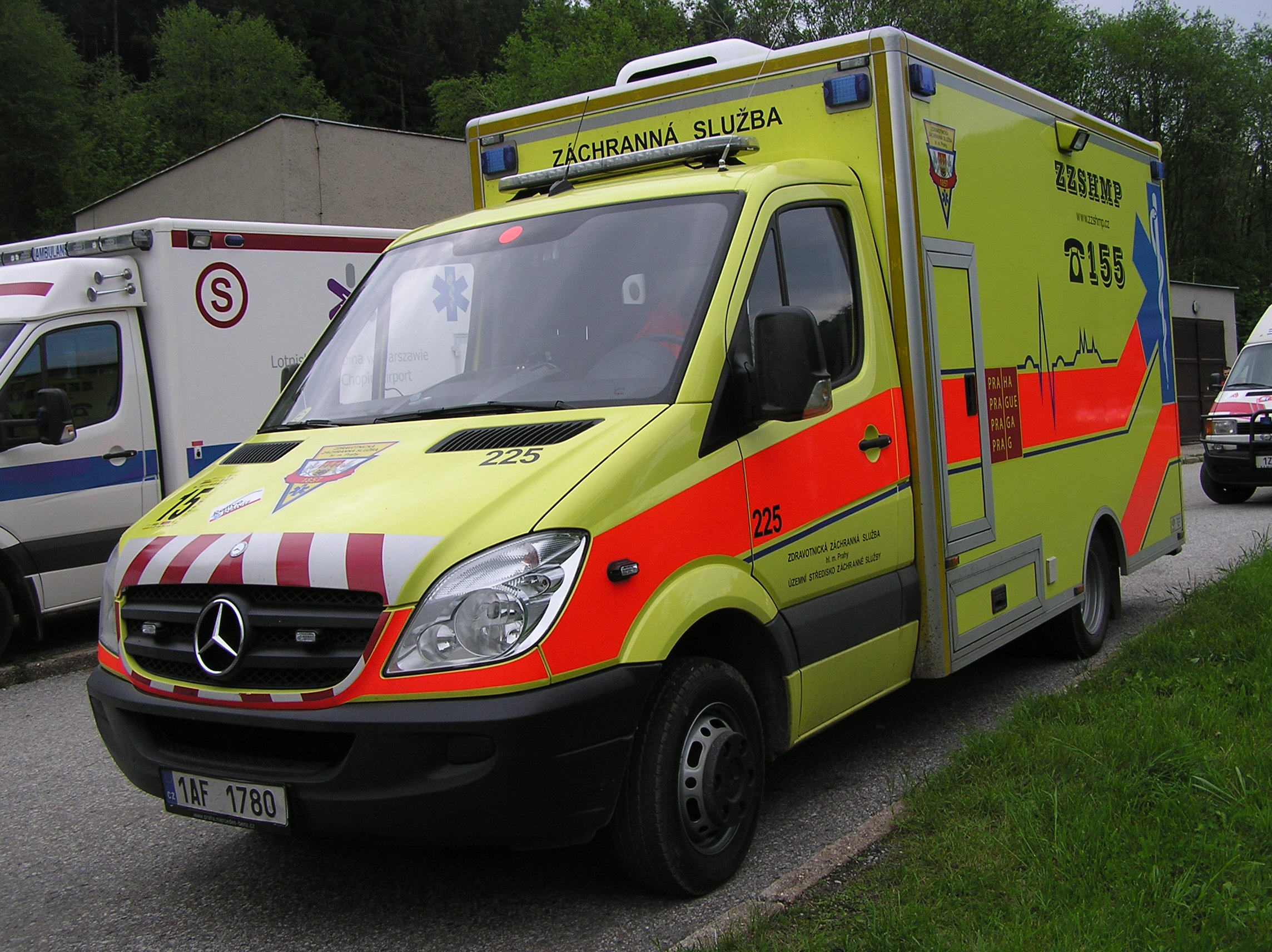
Mercedes-Benz Sprinter pro výjezdy v režimu rychlá zdravotnická pomoc
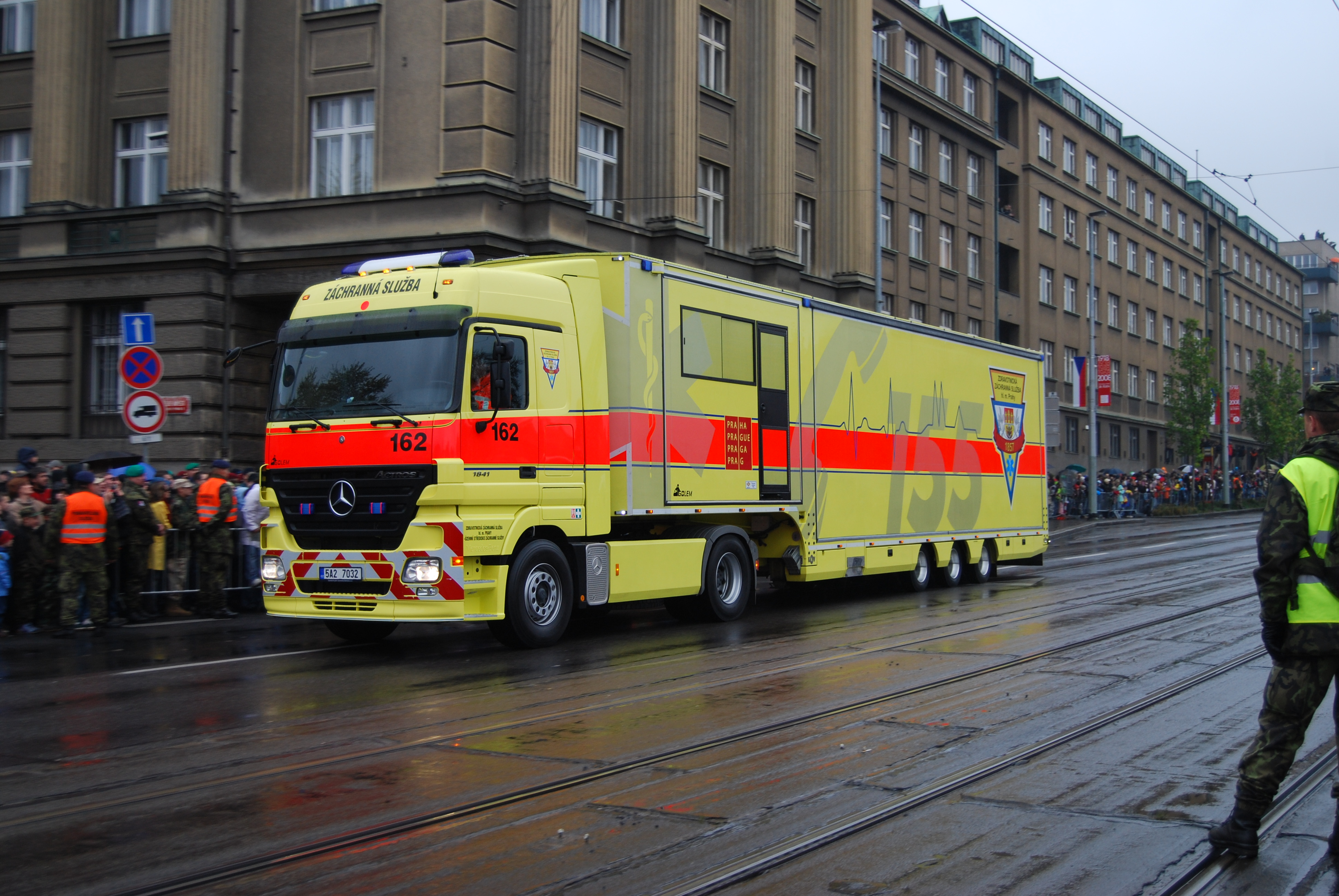
Golem je jedno ze speciálních sanitních vozidel ZZS HMP
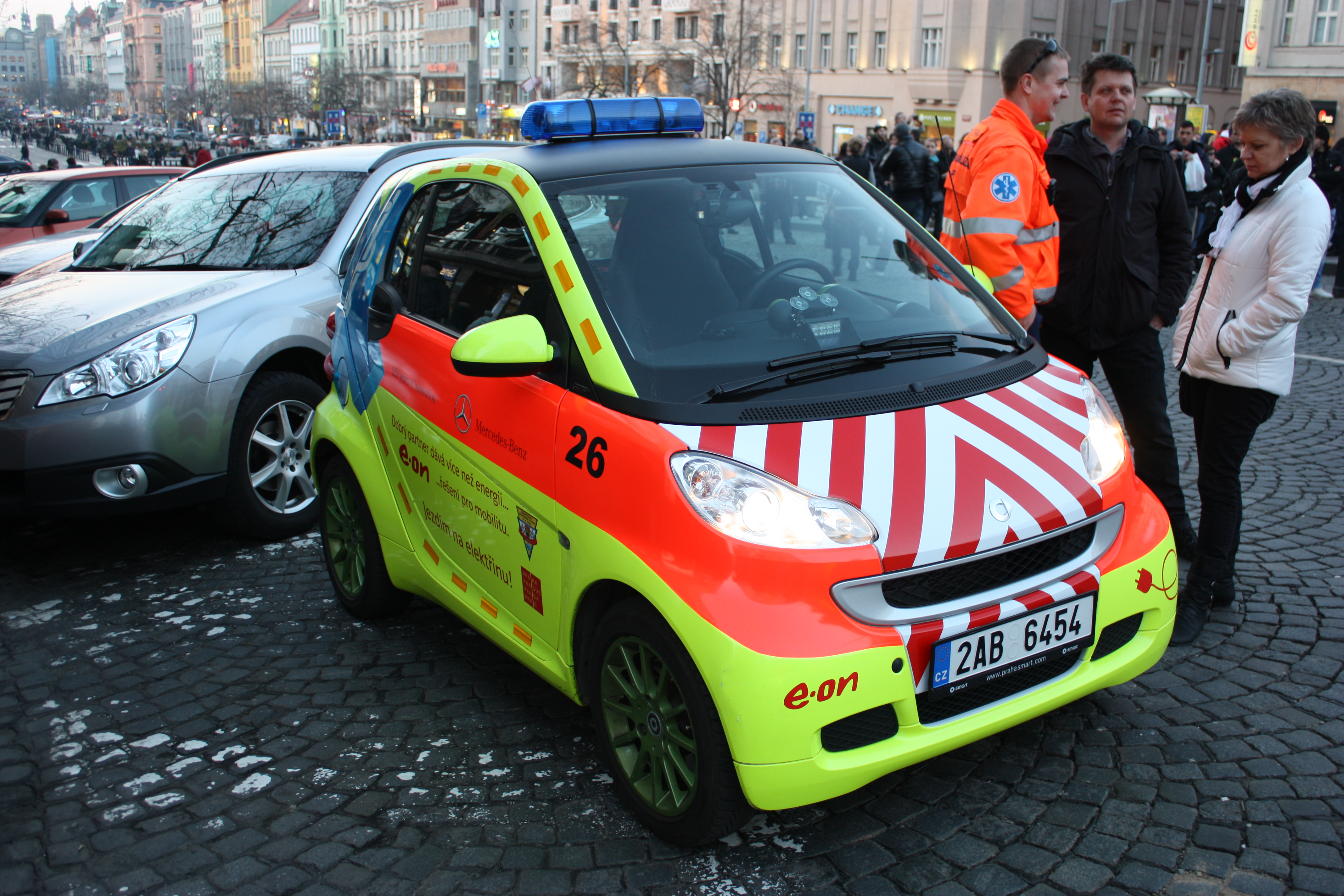
Elektromobil Smart je určen pro výjezdy v centru Prahy
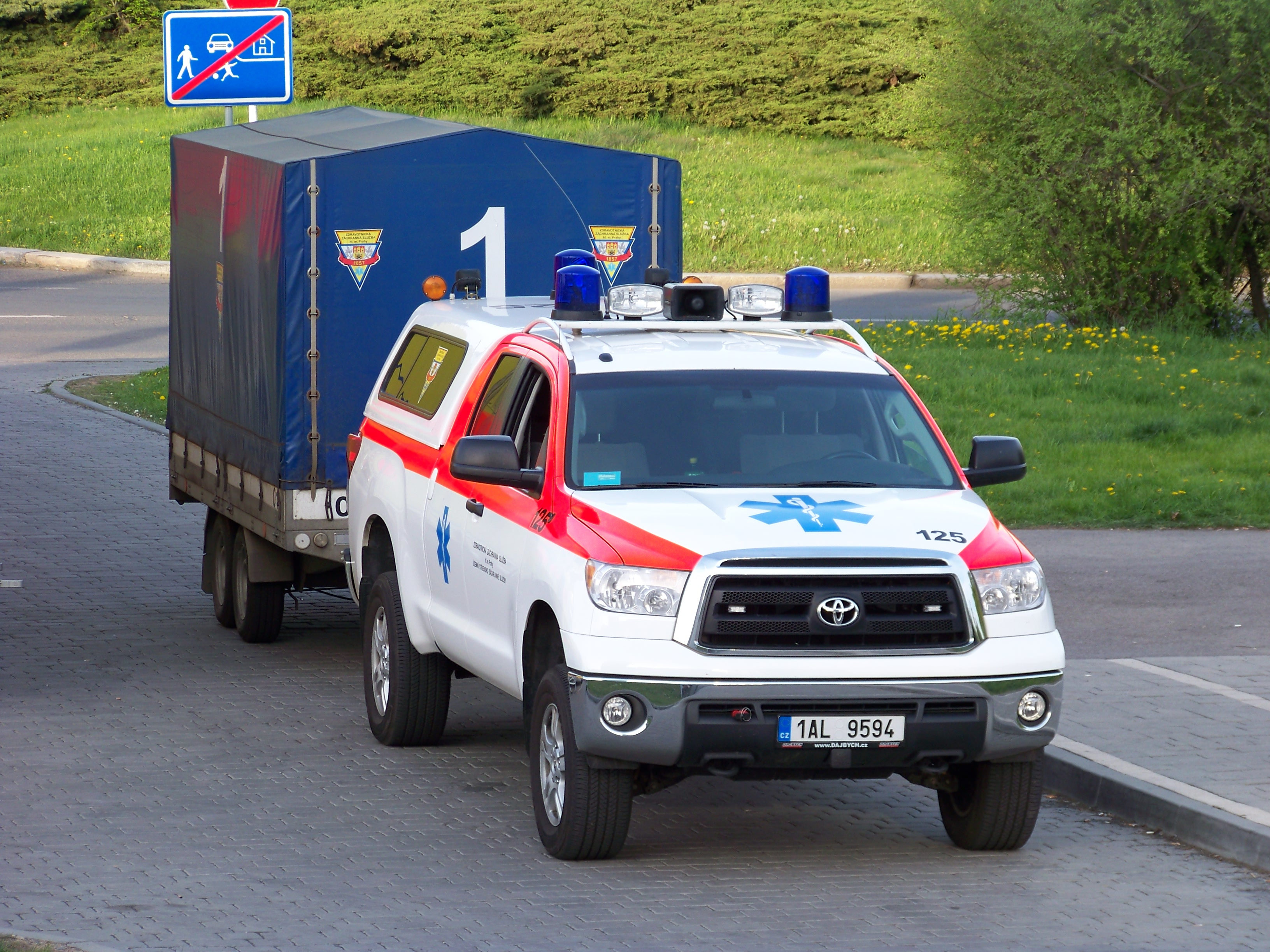
Vůz garážmistrů
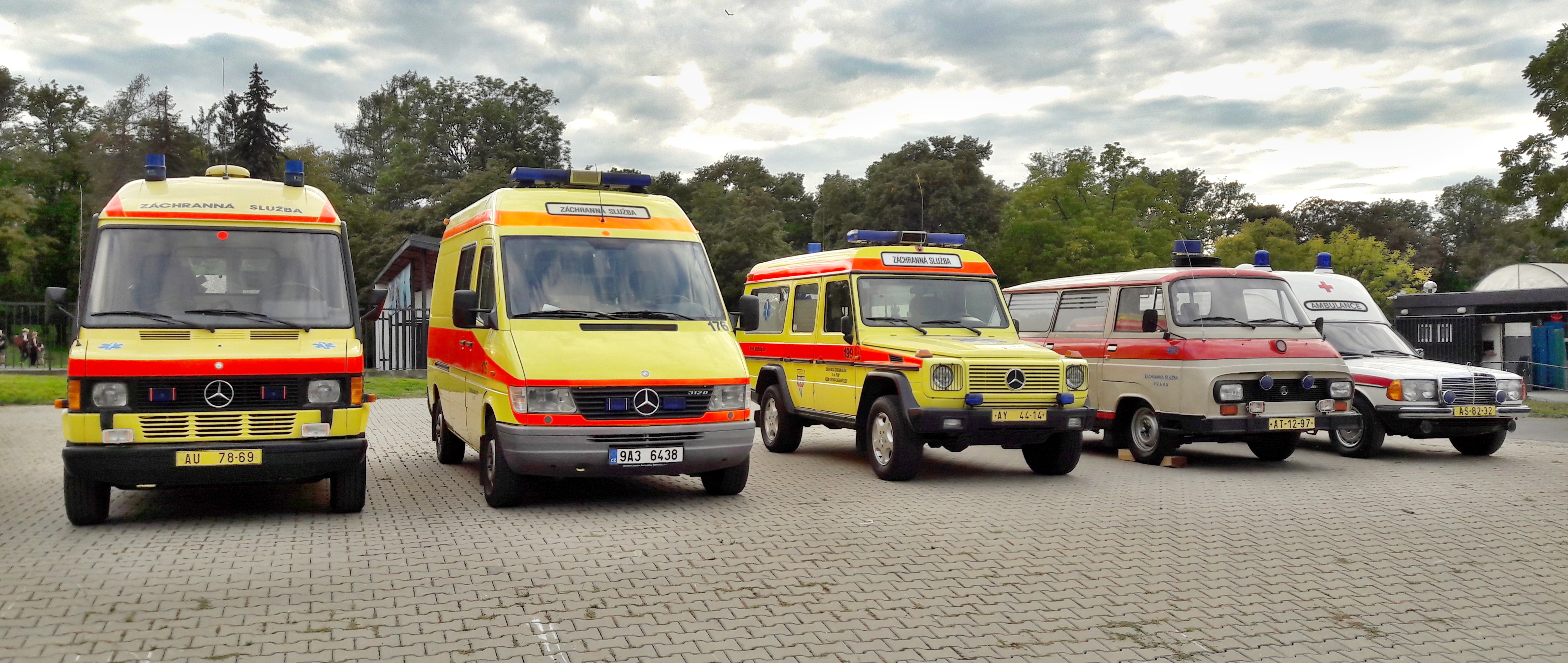
Historická sanitní vozidla pražské záchranné služby